# Schnackenburg
Schnackenburg è un comune di 613 abitanti della Bassa Sassonia, in Germania.
Appartiene al circondario (Landkreis) di Lüchow-Dannenberg (targa DAN) ed è parte della comunità amministrativa (Samtgemeinde) di Gartow.